# Viscera
Viscera — альбом норвежской певицы Енню Вал, впервые выпущенный под её собственным именем. Ранее она выпустила два альбома как rockettothesky. Uncut — ежемесячный британский журнал — поместил его на 42-е место в списке «Топ-50 лучших альбомов 2011 года.» «In Review Online» поместил его под номером 8 в списке «Топ-15 альбомов 2011 года.»

## Список композиций
1. Engines in the City — 3:38
2. Blood Flight — 6:45
3. Portrait of the Young Girl as an Artist — 6:40
4. How Gentle — 7:25
5. A Silver Fox — 1:43
6. Golden Locks — 6:18
7. This Is a Thirst — 8:02
8. Milk of Marrow — 7:54
9. Black Morning/Viscera — 6:00